# Jabal al-Tair
Đảo Jabal al-Tair (Jebel Teir, Jabal al-Tayr, Tair Island, Al-Tair Island, Jazirat at-Tair; tiếng Ả Rập: جزيرة جبل الطير Jazīrat Jabal aṭ-Ṭayr, nghĩa đen là "Đảo núi chim") là một đảo núi lửa hình ôvan nằm ở phía tây bắc của eo biển hẹp Bab al-Mandab ở cửa biển Đỏ, khoảng giữa Yemen và Eritrea. Từ năm 1996 cho tới năm 2007, Yemen duy trì hai tháp canh và một căn cứ quân sự trên đảo.
Sau 124 năm không hoạt động, núi lửa tạo nên đảo này đã phun trào ngày 30 tháng 9 năm 2007.

## Địa lý
Hòn đảo hình ôvan, dài chừng 3 kilômét (1,9 mi), và có diện tích 3,9 km2 (1,51 dặm vuông Anh). Nó nằm cách Yemen 115 km (71 mi) về phía đông và cách Eritrea 150 km (93 mi) về phía tây nam. Nó cách đảo Kamaran của Yemen 82 km (51 mi).

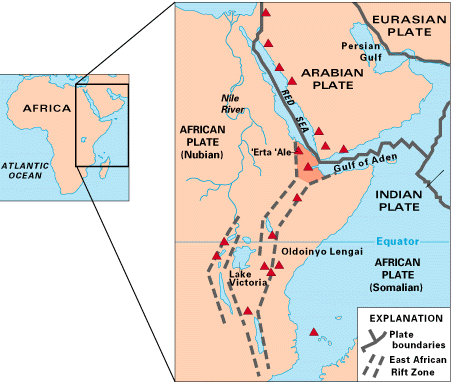
Jabal al-Tair nằm gần đường chia tách giữa Mảng châu Phi và Mảng Ả Rập.

Jabal al-Tair là một núi lửa dạng tầng trồi lên từ đáy biển, khoảng 1.200 mét (3.940 ft) dưới mực nước biển. Phần trên mặt biển cao 244 m (801 ft). Núi lửa này được xem là "đã tắt" từ năm 1982. Nó nằm trong vùng hoạt động địa chất của Lũng hẹp biển Đỏ, đường chia tách giữa Mảng châu Phi và Mảng Ả Rập.

## Phun trào 2007

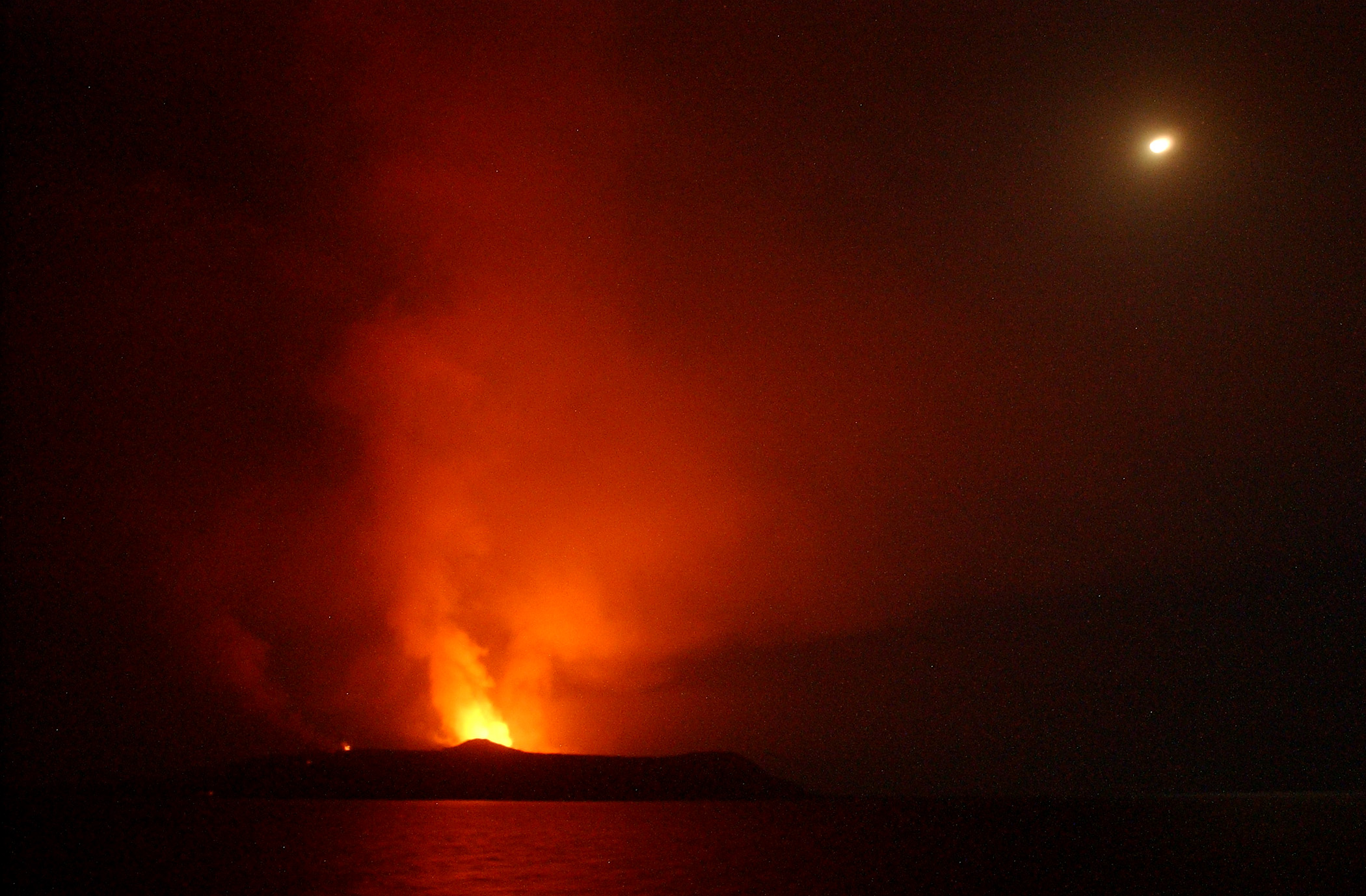
Núi lửa phun, quan sát từ tàu USS Bainbridge

Núi lửa phun trào lúc 7 giờ tối giờ địa phương ngày 30 tháng 9 năm 2007, thổi dung nham và bụi lên cao hàng trăm mét trong không khí. Sau đó, người ta đã quan sát được ít nhất một dòng dung nham chảy xuống biển. Có ít nhất 29 người lính Yemen (khoảng 50 theo một báo cáo) đã sơ tán khỏi sau ngay sau khi bắt đầu phun trào. Nhiều thi thể được tìm thấy từ vùng nước xung quanh.